# Maximo
Maximo は Project Software & Development社（後のMRO Software社）によって開発された企業資産管理ソフトウェアで、最初の商用バージョンは1985年にリリースされた。 2006年にIBMに買収され、IBM Maximo Asset Managementとしてブランド化された。2021年7月にバージョン8がリリースされ、製品名はIBM Maximo Manageに変更された。2024年6月には、バージョン9がリリースされた。
Maximoは、建物、車両、消火器、設備などの資産の管理を行うソフトウェアで、資産の詳細やメンテナンススケジュールなどを記録し、資産を管理するためのワークフローを定義して業務フロー上で管理することも可能なように設計されている。

## 歴史
MaximoはもともとProject Software & Development Inc (PSDI)（2000年にMRO Softwareに社名を変更）によって開発された。
Maximo は IBM に買収され、Tivoliの一部として取り込まれた。 以前のTivoliポートフォリオには、IT資産管理に関連するソフトウェアが含まれていたが、この買収により、IT資産以外の資産の管理がポートフォリオに加わった。
リリース7.6では、クラウドへの展開やSaaSモデルによる配信のオプションとともに、マルチテナント（英語: Multitenancy）アーキテクチャで展開する事ができるようになった。Maximoは文字情報で構成される古典的なインターフェースで構成されているが、後のバージョンではWork Centersと呼ばれるグラフィカルなインターフェースも提供されるようになった。
2020年、IBM Maximo 8.0 がリリースされた。 それに伴い、IBM Maximo Application Suite (MAS) が登場し、全ての関連するソフトウェアとアドオンが１つのアプリケーションスイートに統合された。 この MAS には 2021年後半に統合された ViiBE も含まれている。

## アーキテクチャー
MaximoはIBM PC上で動作するスタンドアロンソリューションとして誕生した。 2021年7月現在 Maximo 8.x のサーバー機能は特定のバージョンの OpenShift で動作する、以前は  AIX、Linux、Windows Server、HP-UXとSolaris もサポートされていた。 その後のバージョンでは、より新しい技術を活用するために開発されてきました。インターフェースは自動化されたフィード形式になり、エンタープライズレベルのデータベース、リソース、レポートツールとの統合を可能になるように開発されてきた。
Maximo では、鉄道、原子力、鉱業などのいくつかの産業向けの設定済みモデルが利用可能です。また、他のソフトウェアパッケージやプロトコルとの接続ができるようにも設定できる。

## 係争
2018年2月、Maximo専門のコンサルタント会社であるKalibrate Asset Managementが、deal registration（英語: partner relationship management）でIBMを50万ドルで訴えた。 この訴訟は、Kalibrateが手数料に対する契約上の権利を持っていたことを証明できず、誤解を招く欺瞞的な行為に対する請求も立証できなかったとして、2018年3月23日に裁判所によって却下された。 KalibrateはIBMの費用を支払うよう命じられた。